# Navajoite
La navajoite è un minerale.